# Madagascar en los Juegos Olímpicos de Atlanta 1996
Madagascar estuvo representado en los Juegos Olímpicos de Atlanta 1996 por un total de 11 deportistas, 4 hombres y 7 mujeres, que compitieron en 4 deportes.
La portadora de la bandera en la ceremonia de apertura fue la tenista Dally Randriantefy. El equipo olímpico malgache no obtuvo ninguna medalla en estos Juegos.